# Кемп, Лерой
Леро́й Пе́рси "Ли" Кемп-младший (англ. Leroy Percy "Lee" Kemp, Jr.; имя при рождении — Дарнелл Фриман, англ. Darnell Freeman; 24 декабря 1956 года, Кливленд, Огайо, США) — американский борец вольного стиля, трехкратный чемпион мира, четырёхкратный обладатель Кубка мира.

## Спортивные результаты
- Чемпион мира (1978, 1979, 1982), бронзовый призёр чемпионата мира (1981). Первый мировой титул выиграл в возрасте 21 года и 8 месяцев, став самым молодым американским чемпионом мира по борьбе. Также стал первым американским 3-кратным чемпионом мира по борьбе.
- Обладатель Кубка мира (1979, 1980, 1981, 1982).
- Чемпион Панамериканских игр (1979, 1983).
- Победитель турнира Суперчемпионат мира (1980).
- Чемпион США (1979, 1980, 1981, 1982, 1983).
- Победитель студенческих NCAA чемпионатов США (1976, 1977, 1978), серебряный призёр NCAA чемпионата США (1975).

## Признание
- В 1978 году Федерацией борьбы США признан "Человеком года".
- В 1983 году введен в Зал славы борьбы штата Висконсин.
- В 1998 году назван «Борцом десятилетия» 70-х годов по версии журнала Amateur Wrestling News.
- В 2008 году введен в Международный Зал славы борьбы FILA (UWW).
- В 2009 году введен в Зал спортивной славы Висконсина[англ.].